# Реваншизъм
Реваншѝзмът (от френски: revanche, „отмъщение“) е политика на конфронтация, насочена към възстановяване на загубено в миналото преимущество. Първоначално понятието се използва за националистическите и антигермански политически настроения във Франция след Френско-пруската война и загубата на областта Елзас-Лотарингия.